# Dominika Maciaszczyk
Dominika Maciaszczyk (ur. 19 października 1978) – polska piłkarka grająca na pozycji pomocnika.
Zawodniczka AZS Wrocław, z którym siedmiokrotnie w latach 2001–2007 sięgała po Mistrzostwo Polski i 3 razy po Puchar Polski (2002/2003, 2003/2004 – bez gry w finale, 2006/2007). W sezonach 2001/2002 i 2005/2006 finalistka Pucharu Polski.
Wystąpiła w 6 pierwszych edycjach rozgrywek mistrzów krajowych UEFA, grając łącznie w 23 meczach i strzelając 1 gola.
Reprezentantka Polski, debiutowała 30 października 2005. Uczestniczka eliminacji do Mistrzostw Świata 2007 (4 mecze) i Mistrzostw Europy 2009. Razem 11 gier i 1 gol.